# Karl Götzinger
Karl Götzinger (* 10. Januar 1913 in Wien; † 5. Juli 1987) war ein österreichischer Geologe.
Götzinger, Neffe von Gustav Götzinger, studierte seit 1931 Geologie an der Universität Wien und wurde dort 1937 zum Dr. phil. promoviert. Ab 1937 arbeitete er als Erdöl Geologe für die Deutsche Erdöl AG. Seit 1958 arbeitete er für die Österreichische Mineralölverwaltung AG, 1964 wurde er deren Chefgeologe. 1969 wurde Götzinger zum korrespondierenden Mitglied der Geologischen Bundesanstalt ernannt. 1974 trat er in den Ruhestand. 1977 verlieh ihm der österreichische Bundespräsident den Titel Professor.

## Veröffentlichungen
- Eine neue Eozänfauna im Haunsberggebiet. In: Verhandlungen der Geologischen Bundesanstalt. Wien 1936, S. 93–95 (zobodat.at [PDF]).
- Oberkreide und Paläogen in der Umgebung von Salzburg und Gmunden. Unveröff. Diss. Univ. Wien, Wien 1937, 114 S.
- Zur Kenntnis der helvetischen Zone zwischen Salzach und Alm: (Vorläufiger Bericht). In: Verhandlungen der Geologischen Bundesanstalt. 1937, S. 220–235 (zobodat.at [PDF; 488 kB]).
- Die geologischen Ergebnisse der Aufschlußbohrung Bergen OBB 1. Geologica Bavarica, 26, München 1956, S. 136–164.
- mit O. Gauss, W. Stephan: Geologische Exkursion von Burghausen entlang der Salzach bis Piding und über Teisendorf nach Ruhpolding am 2. 6. 1957. Z. dt. geol. Ges., 109, Hannover 1958, S. 681–690.
- mit F. Brix, A. Kröll, St. Logigan: New Results of Exploration in the Molasse Zone of Lower Austria. Proc. 6th World Petroleum Congress Frankfurt am Main, C, Sect. I, Paper 3, Hamburg 1963, S. 247–265.
- mit F. Brix: Die Ergebnisse der Aufschlußarbeiten in der Molasse-Zone Niederösterreichs in den Jahren 1957-1963, Teil I: Zur Geologie der Beckenfüllung des Rahmens und des Untergrundes. Erdoel-Z. 80, Hamburg-Wien 1963, S. 57–76.
- Erdöl in Niederösterreich, Schätze aus Österreichs Boden. Notring-Jahrbuch 1966, Wien 1966, S. 73–76.
- mit R. H. Janoschek: Exploration for Oil and Gas in Austria. The Institute of Petroleum, London 1969, S. 161–180.
- mit K. Kollmann: Petroleum Exploration and Production in Europe in 1971: Austria. Bull. amer. Assoc. Petrol. Geol., 56/9, 1972.